# Karen Machover
Sophie Karen Alper (12 de setembro de 1902 - 22 de janeiro de 1996) foi uma psicóloga americana nascida na Bielorrússia, mais conhecida como Karen Machover. 

## Vida pessoal e educação
Sophie Karen Alper nasceu em 12 de setembro de 1902 em Minsk, na Bielorrússia. 
Migrou para os EUA, Nova York com seus pais em 1910. Indo residir no Lower East Side um bairro na parte sudeste da cidade, em Manhattan. Seus pais morreram quando ela tinha 8 anos de idade. Com pouca assistência de parentes, conseguiu tornar-se autossuficiente aos 12 anos de idade. Ela concluiu o ensino fundamental e ensino médio equivalente com honras aos 12 anos de idade. Tornou-se bacharel em artes em 1929 e posteriormente  mestre em artes pela pela “New York University School of Education” e Universidade de Nova Iorque . Realizou estudos de doutorado na Universidade de Columbia em meados da década de 1930, embora não tenha concluído. Casou-se com o também psicólogo Solomon Machover (23 de maio de 1906 - 1º de julho de 1976) em 1936. com quem teve um filho (Robert Machover). 

## Carreira e desenvolvimento intelectual
Em 1929, Machover assumiu o cargo de psicóloga clínica no Kings County Psychiatric Hospital em Nova York. Lá permaneceu lá até 1969, embora também lecionasse em várias faculdades e tivesse um pequeno consultório particular durante a maior parte de sua carreira. Estudou e trabalhou com testes projetivos na década de 1930, estimulados pela introdução da técnica projetiva de Rorschach, acompanhando a crescente influência da teoria e prática da psicanálise de Sigmund Freud (1856 - 1939). 
Junto com o marido participou da fundação da Liga dos Psicólogos, uma organização de psicólogos de esquerda, voltada para defesa e interesses dos psicólogos, associado aos médicos e demais profissionais do tradicional e público  Bellevue Hospital,  (fundado em 1736) da cidade de Nova Yorque. Posteriormente se tornou uma feminista ativa. Ela procurou, como disse, contrapor as noções freudianas de inferioridade psicológica das mulheres ("Inveja do pênis"). 

## Publicações
- Personality Projection In The Drawing Of The Human Figure (A Method of Personality Investigation). CHARLES C. THOMAS • PUBLISHER. First Edition, First Printing, 1949; First Edition, Second Printing, 1950 Internet Archive Aces. aug. 2019 =